# Прист, Ли
Ли́ Э́ндрю При́ст МакКа́тчен (англ. Lee Andrew Priest McCutcheon; псевдоним «Белый Миф» («The Blond Myth»); род. 6 июля 1972) — профессиональный бодибилдер, входил в состав IFBB.

## Биография
Ли Прист родился в Ньюкасле, Австралия 6 июля 1972 года в обычной рабочей семье. Учился в школе Плэтсберг, где занимался карате и играл в регби. Его дедушка — в прошлом армейский борец — записал тринадцатилетнего Ли в зал при местном полицейском управлении. Именно здесь юноша нашёл себя в бодибилдинге.
Благодаря другу семьи, который был профессиональным тяжелоатлетом, Ли изучил основы бодибилдинга. Благодаря помощи профессионала, юноша быстро обогнал своих конкурентов одногодок и встал на путь профессионального бодибилдера, и после года тренировок выступил на своих первых соревнованиях, где занял первое место. По его словам, будучи скромным человеком в жизни, он чувствовал себя совершенно естественно на сцене.
Журналы Flex и Muscle & Fitness были постоянно в кругу интересов юного спортсмена. А его кумирами были Арнольд Шварценеггер, Том Платц и Робби Робинсон. Для того, чтобы хоть немного быть похожим на Тома Платца, Ли даже осветлил свои волосы.
Первое участие в соревновании по бодибилдингу Сидней Бодибилдинг Классик состоялось в 1986 году. А в 1989—1991 годах он стабильно завоевывал первые места на конкурсе Мистер Австралия.
Его мать также увлекается бодибилдингом, и иногда позирует вместе с сыном на сцене.
1 июля 2000 года Ли женился на бодибилдерше Кэтти ЛиФранкос (развелись в 2005).

## История Соревнований
Бодибилдинг
- 1989 IFBB Australian Championships, 1 место
- 1990 IFBB Australian Championships, 1 место
- 1990 IFBB World Amateur Championships, категория — лёгкий вес, 4 место
- 1993 IFBB Niagara Falls Pro Invitational, 9 место
- 1994 IFBB Арнольд Классик, 7 место
- 1994 IFBB en:Ironman Pro Invitational, 4 место
- 1994 IFBB Ночь чемпионов, 12 место
- 1994 IFBB San Jose Pro Invitational, 7 место
- 1995 IFBB Арнольд Классик, 9 место
- 1995 IFBB Florida Pro Invitational, 4 место
- 1995 IFBB Ironman Pro Invitational, 3 место
- 1995 IFBB South Beach Pro Invitational, 3 место
- 1996 IFBB Ironman Pro Invitational, 4 место
- 1996 IFBB San Jose Pro Invitational, 6 место
- 1997 IFBB Арнольд Классик, 7 место
- 1997 IFBB Grand Prix Czech Republic, 5 место
- 1997 IFBB Grand Prix England, 6 место
- 1997 IFBB Grand Prix Finland, 9 место
- 1997 IFBB Grand Prix Germany, 3 место
- 1997 IFBB Grand Prix Hungary, 3 место
- 1997 IFBB Grand Prix Russia, 9 место
- 1997 IFBB Grand Prix Spain, 3 место
- 1997 IFBB Ironman Pro Invitational, 2 место
- 1997 IFBB Мистер Олимпия, 6 место
- 1997 IFBB Iron Man Pro Invitational, 4 место
- 1998 IFBB Мистер Олимпия, 7 место
- 1999 IFBB Iron Man Pro Invitational, 6 место
- 1999 IFBB Мистер Олимпия, 9 место
- 2000 IFBB Ночь чемпионов, 5 место
- 2000 IFBB Мистер Олимпия, 6 место
- 2001 IFBB Ironman Pro Invitational, 7 место
- 2002 IFBB Ironman Pro Invitational, 6 место
- 2002 IFBB Арнольд Классик, 4 место
- 2002 IFBB San Francisco Grand Prix, 9 место
- 2002 IFBB San Francisco Pro Invitational, 1 место
- 2002 IFBB Мистер Олимпия, 6 место
- 2003 IFBB Мистер Олимпия, 15 место
- 2004 IFBB Ironman Pro, 6 место
- 2004 IFBB San Francisco Pro Invitational, 2 место
- 2005 IFBB Grand Prix Australia, 8 место
- 2005 IFBB Арнольд Классик, 4 место
- 2005 IFBB Iron Man Pro Invitational, 10 место
- 2006 IFBB Ironman Pro, 5 место, Vince Gironda Posing Award
- 2006 IFBB Арнольд Классик, 6 место
- 2006 IFBB Grand Prix Australia, 12 место
- 2006 PDI Ночь чемпионов, Британия, 6 место
- 2013 NABBA Мистер Вселенная, 1 место

Автогонки
- 2005 Финишировал в числе первых 16 из 425 участников в гонке на главный приз в миллион долларов (англ. The Million Dollar Race) в Мемфисе.
- 2005 Выиграл 2 гонки среди игроков в Лас-Вегасе
- 2005 Занял 3 место в ранге чемпионата
- 2005 Награда «Новичок Года»
- 2006 Победитель чемпионата по кольцевым гонкам

## Обучающие Видео
- The Blonde Myth (1998)
- Another Blonde Myth (2001) — Фотосъёмка подготовки к чемпионату «Ночь Чемпионов» (Night of Champions) в 2000 году. Домашняя видеосъёмка включает кадры с его свадьбы и тренировок.
- Training Camp and Career Highlights
- It’s Not Revenge (2006)